# Senet (joc)

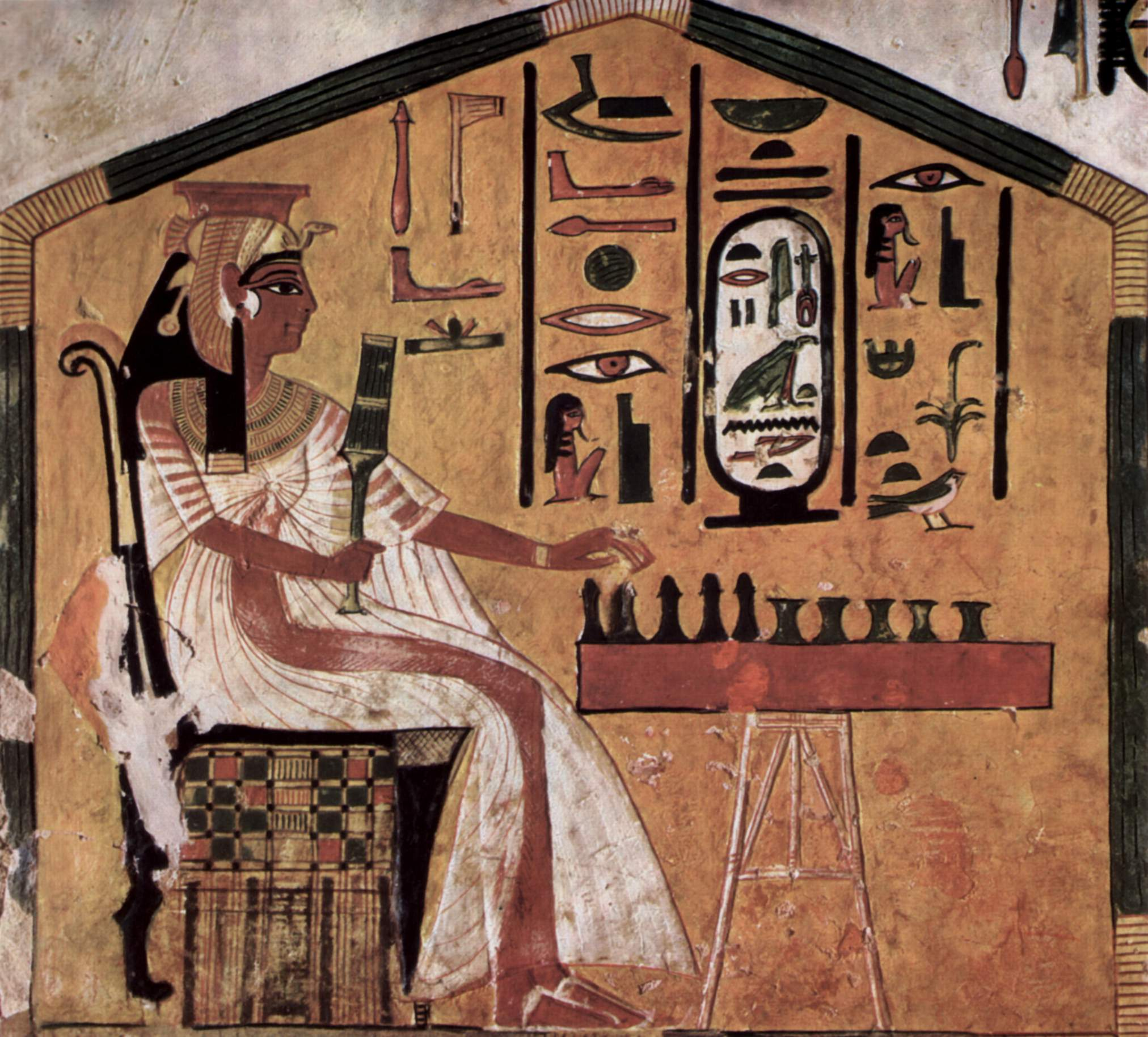
Tomba de Nefertari (QV66). La reina jugant a Senet.

El senet és un joc de tauler de l'antic Egipte, és possiblement el joc de tauler més vell del qual se sàpiga que ha existit. Les primeres mostres que s'han trobat daten de l'Egipte predinàstic, cap al 3100 aC. El Senet era un joc molt popular entre els antics egipcis i es troba sovint representat a les tombes, tant jocs complets com representacions murals del joc. Un joc similar i també molt antic és el joc reial d'Ur, no se sap del cert quin dels dos és anterior, un podria ser el predecessor de l'altre. Durant l'Imperi Antic també era molt popular un altre joc anomenat Mehen, possiblement assimilat al déu-serp homònim, les regles del qual es desconeixen. El Senet era un joc molt popular i hi jugaven totes les classes socials.
En comptes de daus, els egipcis feien servir uns bastonets plans amb dues cares diferents, una en blanc i l'altra de color negre o decorada, a vegades també es feien servir unes tabes (com en el joc dels ossets) en comptes dels bastonets. Les fitxes recorden algunes peces dels escacs, com els peons i les torres.
A partir de l'Imperi Nou el joc té un paper destacat en la vida quotidiana i es representa sovint a les tombes, també forma part de l'aixovar funerari. Alguns creuen que podria tenir haver servit d'amulet o prova en el viatge al més enllà, ja que també apareix citat entre els rituals del capítol XVII del Llibre dels Morts i podria tenir relació amb el Judici d'Osiris.

## Regles del joc

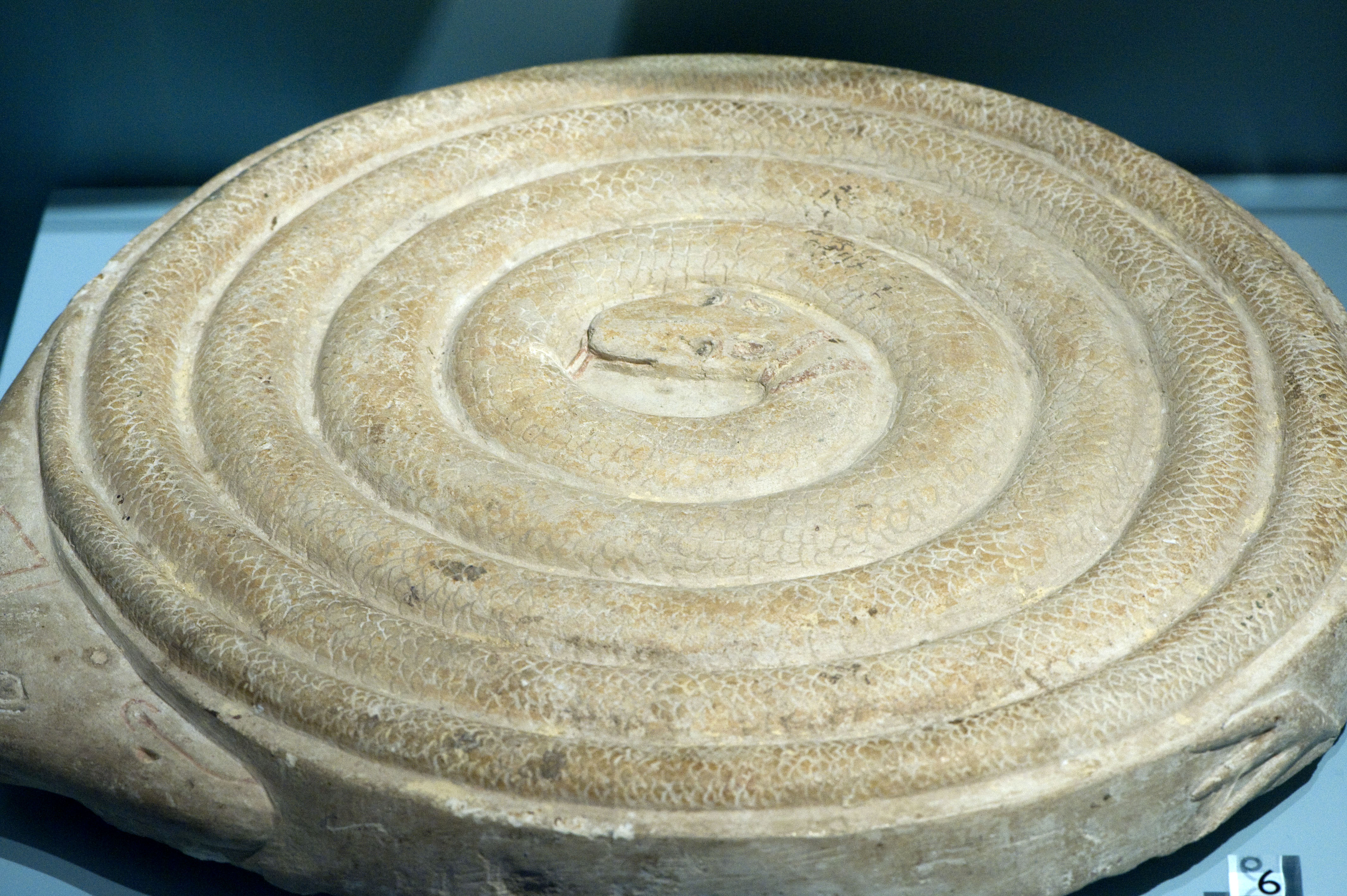
Joc de Mehen, de la 5ª o 6ª dinasties, vers el 2575-2150aC.

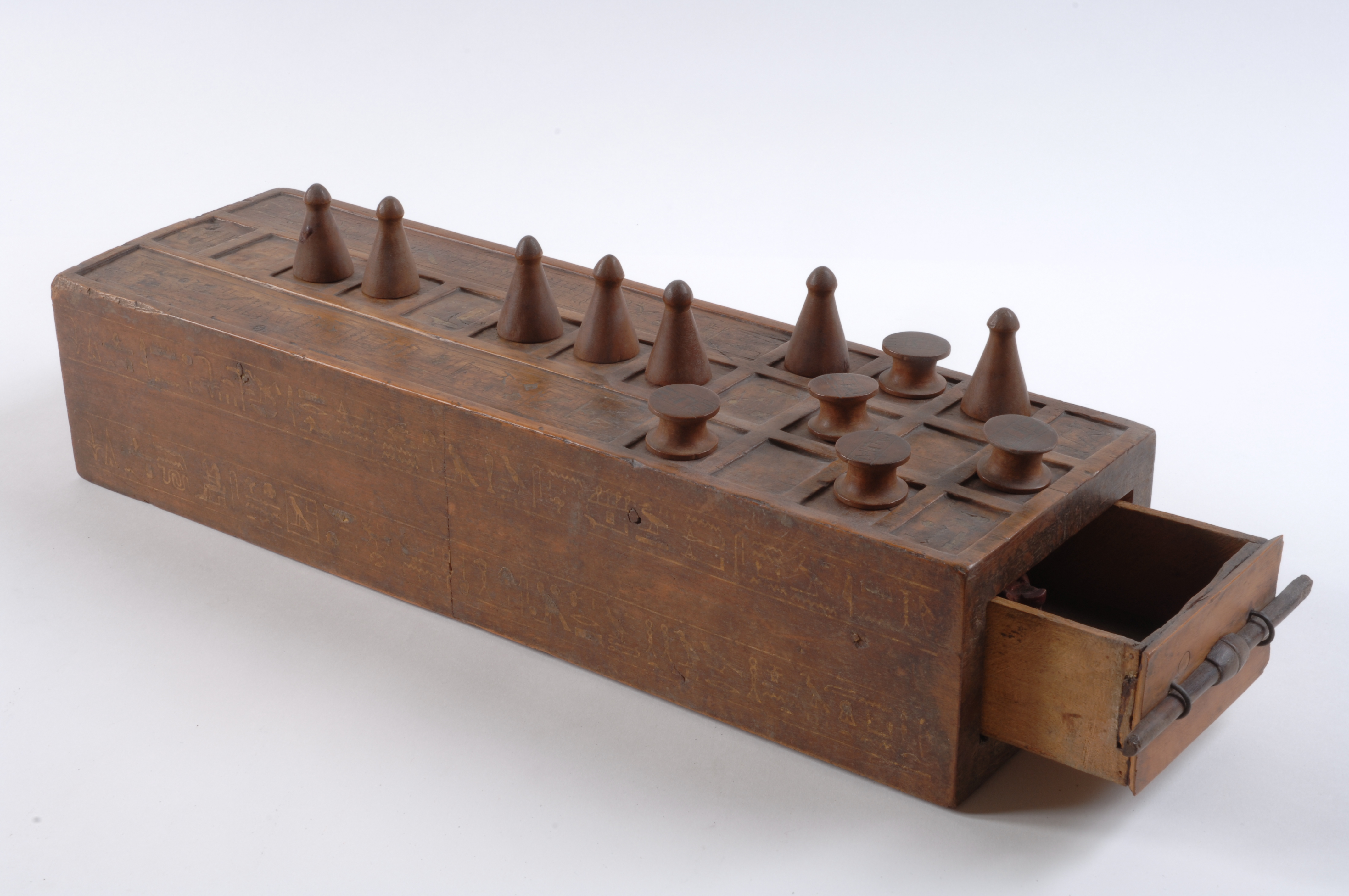
Senet exposat al Museu Egipci de Torí.

El joc es jugava habitualment sobre un taulell, que podia servir alhora de capsa per a guardar les peces del joc (com les capses de fitxes del dòmino). Entre les classes socials més baixes o quan es jugava de forma improvisada s'acostumava a dibuixar el taulell a mà sobre alguna pedra plana o a terra, com la xarranca.

### Objectiu del joc
L'objectiu del Senet és aconseguir moure i treure les peces (o fitxes) del taulell abans que l'adversari seguint una sèrie de normes que inclouen la possibilitat de bloquejar i capturar les peces de l'adversari. Es desconeixen les regles exactes, perquè no han arribat fins avui cap mena de document sobre el sistema de joc, és possible que les regles es transmetessin de forma oral i que fos tan popular que tothom les coneixia. Diversos egiptòlegs s'han dedicat a estudiar el joc i totes les seves representacions i han reconstruït el sistema de regles (G. Jequier, Edgar B. Pusch, Timothy Kendall y Jacob Bro.). El joc té punts en comú amb altres jocs més moderns com el de l'oca, el backgammon o el parxís.

### Descripció i regles
|  |  |

| Resultat | Valor |
| -------- | ----- |
|          | 6     |
|          | 1     |
|          | 2     |
|          | 3     |
|          | 4     |

El taulell del Senet conté tres fileres de caselles quadriculades amb deu caselles cadascuna. Els jugadors, dos, disposen d'entre 5 i 10 fitxes (depenent de la variant del joc), sumant un total d'entre 10 i 20 fitxes. Normalment les peces de cada jugador tenien una forma concreta que les distingia de les de l'altre (com els diferents colors en les modernes), també se n'han trobat de diferents colors, deguts als materials emprats per a fabricar-les.
El jugador no empra daus sinó una mena de bastonets plans que porten alguna marca en una de les bandes (jeroglífics, color diferent, etc.). Els bastonets es llencen i es sumen després els punts que resulten del valor obtingut (vegeu taula).

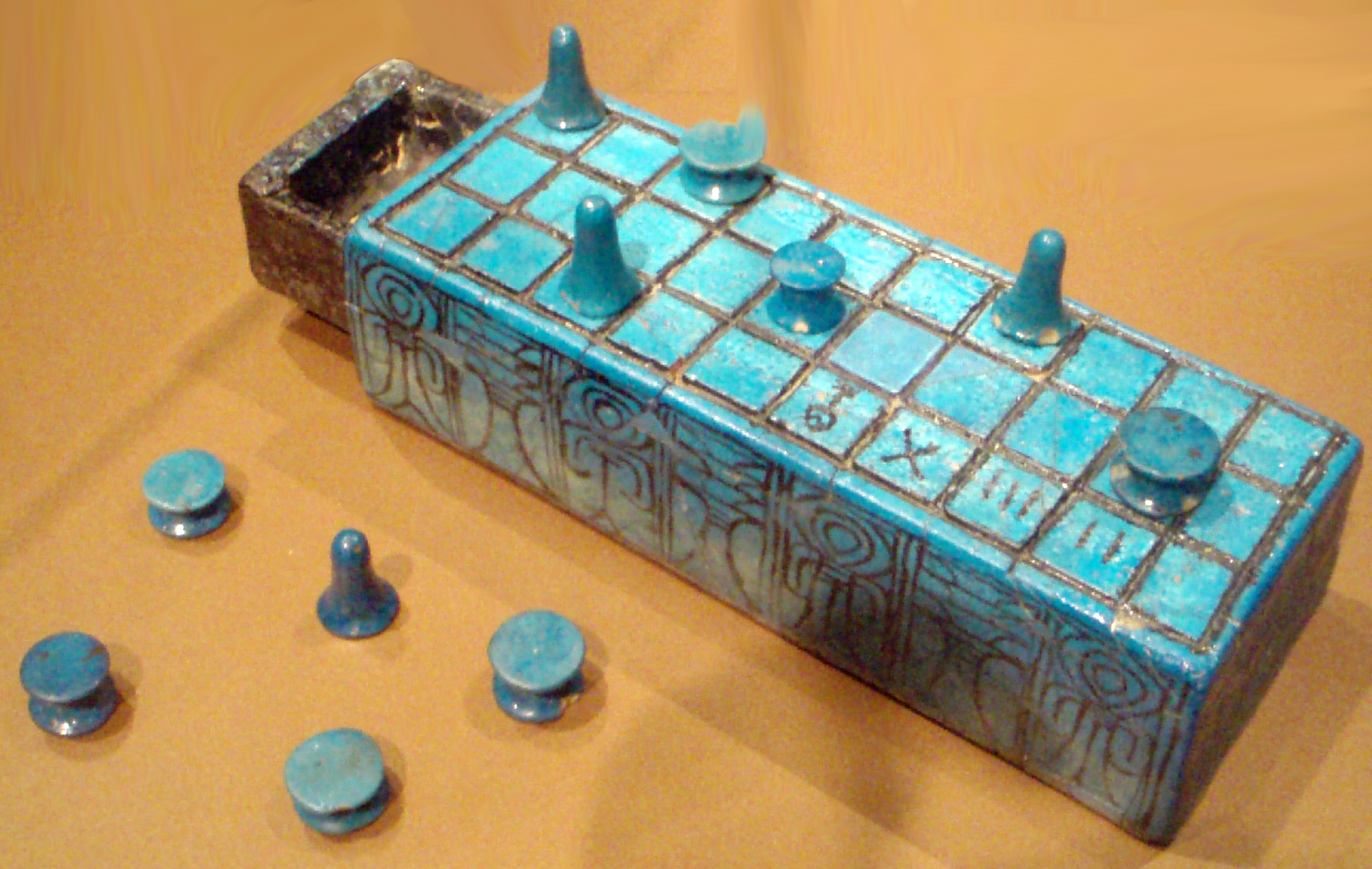
Senet de faiança d'Amenofis III.

Les peces es desplacen d'esquerra a dreta en les deu primeres caselles, en les deu caselles del centre s'inverteix la direcció, de dreta a esquerra, i a la filera següent, també de deu caselles, es torna a invertir la direcció, d'esquerra a dreta com en la primera filera. Hi ha sis caselles especials, la quinze, al mig de la filera central, i les últimes de la tercera filera (de la 26 a la 30), habitualment es marcaven amb dibuixos o jeroglífics per a distingir-les. Si es cau en la casella 27 (en blau als gràfics), es torna automàticament a la casella 15 (en vermell als gràfics), de forma semblant a les caselles de l'oca en el joc de l'oca. Les caselles 26, 28, 29 i 30 protegeixen les peces (no es poden "matar" o "capturar"), però tenen unes regles especials, s'ha de passar obligatòriament per la casella 26 i, un cop allà, s'ha d'acabar en dues tirades i amb el nombre exacte de punts, si no s'aconsegueix, la fitxa s'ha de quedar en la posició inicial d'abans de la jugada.
Quan dues fitxes d'un jugador van seguides, es protegeixen entre si i el jugador contrari no les pot capturar, quan són tres les fitxes que van seguides, formen una barrera i el jugador contrari no la pot sobrepassar amb les seves. Quan no es poden fer moviments endavant (avançar), s'han de fer enrere (recular) sempre que es pugui. Quan es captura una fitxa del jugador contrari el resultat és l'intercanvi de posicions, la fitxa que captura se situa en la casella on era la fitxa capturada i la fitxa capturada se situa a la casella on era la fitxa que l'ha capturat abans d'iniciar la jugada, per exemple, si la fitxa que captura era a la casella 14 i la fitxa capturada era a la casella 16 i el jugador que captura treu un dos amb els bastonets, la fitxa que captura passa a la casella 16 i la capturada a la 14.
|  |

## El joc avui dia

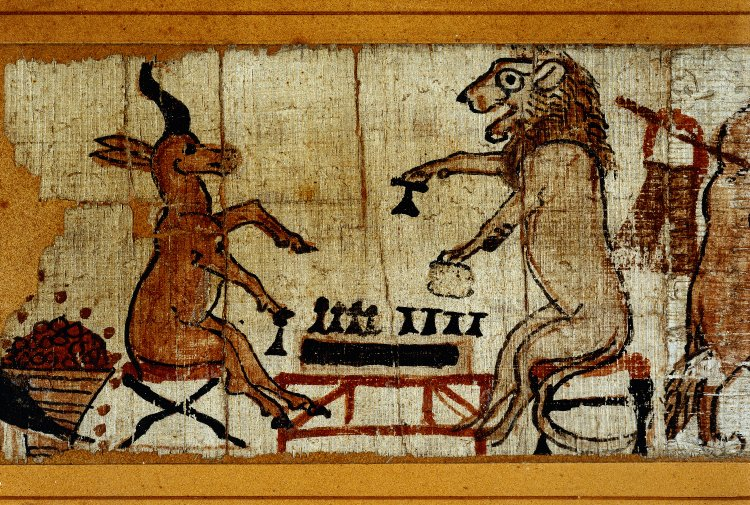
Detall del Papir satíric, un lleó i una gasela juguen al Senet. Període ramèssida (1250-1150 aC).

Després d'uns cinc mil anys, actualment encara es juga a una versió del Senet a Egipte, però no és l'únic lloc on es juga. Se'n comercialitzen versions modernitzades arreu, apareix en la literatura infantil i juvenil, en llibres com El tron de foc (de Rick Riordan), i en videojocs com Tomb Raider: The Last Revelation o Faraó. També apareix a la sisena temporada de la sèrie de televisió Lost i en regalaven un tauler i les fitxes en una edició especial.